# Spoorlijn 1 (Polen)

Traject

Spoorlijn 1 is een spoorlijn in Polen met een lengte van 319 km. De lijn loopt van station Warszawa Centralna (Mazovië) naar station Katowice in Silezië. De spoorlijn werd geopend in de periode 1844-1848.

## Traject
- 0,000 Warszawa Centralna
- 3,082 Warszawa Zachodnia
- 6,804 Warszawa Włochy
- 11,638 Józefinów PODG
- 12,000 Piastów
- 15,891 Pruszków
- 29,548 Grodzisk Mazowiecki
- 35,034 Jaktorów
- 40,437 Międzyborów
- 43,141 Żyrardów
- 50,033 Sucha Żyrardowska
- 51,982 Jesionka
- 55,246 Radziwiłłów Mazowiecki
- 60,644 Skierniewice Rawka
- 61,497 Miedniewice PODG
- 65,929 Skierniewice
- 67,690 Skierniewice Park PODG
- 71,254 Dąbrowice Skierniewickie
- 75,349 Maków
- 80,131 Płyćwia
- 84,813 Lipce Reymontowskie
- 89,681 Krosnowa
- 92,345 Przyłęk Duży
- 95,723 Rogów
- 99,572 Wągry
- 105,194 Koluszki
- 107,362 Bęzelin PODG
- 111,011 Chrusty Nowe
- 114,176 Rokiciny
- 118,661 Łaznów
- 123,535 Czarnocin
- 129,944 Baby
- 133,935 Moszczenica
- 138,561 Jarosty
- 144,242 Piotrków Trybunalski
- 150,364 Milejów
- 156,544 Rozprza
- 159,328 station Luciążanka
- 162,525 Wilkoszewice
- 166,718 Gorzkowice
- 171,580 Gorzędów
- 174,975 Kamieńsk
- 177,694 Gomunice
- 183,436 station Dobryszyce koło Radomska
- 189,133 Radomsko
- 194,705 Bobry
- 200,525 station Widzów Teklinów
- 202,736 Jacków
- 208,201 Kłomnice
- 210,606 Rzerzęczyce
- 217,700 station Rudniki koło Częstochowy
- 222,755 Wyczerpy PODG
- 225,815 Częstochowa Aniołów
- 229,745 Częstochowa
- 232,020 Częstochowa Towarowa
- 233,400 Częstochowa Raków
- 239,158 Korwinów
- 246,462 Poraj
- 250,787 station Masłońskie Natalin
- 254,088 Żarki Letnisko
- 257,525 station Myszków Nowa Wieś
- 261,016 Myszków
- 263,442 station Myszków Światowit
- 266,370 station Myszków Mrzygłód
- 270,300 station Zawiercie Borowe Pole
- 274,227 Zawiercie
- 280,654 Łazy
- 284,340 Wiesiółka
- 286,557 Chruszczobród
- 289,202 station Dąbrowa Górnicza Sikorka
- 292,896 station Dąbrowa Górnicza Ząbkowice
- 295,398 station Dąbrowa Górnicza Pogoria
- 296,726 station Dąbrowa Górnicza Gołonóg
- 300,125 Dąbrowa Górnicza
- 302,077 Będzin Ksawera
- 304,385 Będzin Miasto
- 305,524 Będzin
- 309,544 Sosnowiec Główny
- 312,910 Katowice Szopienice Południowe
- 315,653 Katowice Zawodzie
- 318,378 Katowice